# Cosmia concinna
Cosmia concinna là một loài bướm đêm trong họ Noctuidae.